# Jamel Boutagra
Jamel Boutagra est un joueur de baseball français né le 20 septembre 1974 à Créteil.

## Biographie
International français, il est troisième du Championnat d'Europe de baseball en 2003. En club, il est sacré champion de France en 1992, 1998 et 2001. Il remporte le 1er Championnat d’Europe des clubs en 1996, termine deuxième en 1998 et 2001 et troisième en 1997 et 2000.
Il est élu 2e meilleur batteur de la Coupe du monde de baseball 2003.
Il est également entraîneur de Toulouse, de Sénart puis du PUC baseball à partir de 2015. 